# اسقف‌نشین لینکلن
اسقف‌نشین لینکلن (انگلیسی: Diocese of Lincoln) بخشی تشکیل دهنده از استان کانتربری کلیسای انگلستان در کشور انگلستان است. این اسقف‌نشین که در سال ۶۷۸ میلادی تاسیس شده است شامل ۶۴۰ کلیسا می‌باشد و مرکز آن کلیسای جامع لینکلن است.